# Koroğlu (stacja metra)
Koroğlu (do 2011 r. Məşədi Əzizbəyov) – stacja na linii 1 i linii 2 bakijskiego metra, położona między stacjami Ulduz i Qara Qarayev.

## Opis
Została otwarta 6 listopada 1972. Pierwotną nazwę otrzymała na cześć Meszadiego Azizbekowa, azerskiego komunisty i rewolucjonisty. W listopadzie 2011 r. stacja przeszła remont, po którym została przemianowana na Koroğlu na cześć bohatera tureckiego eposu. 